# Асламово
Асла́мово — село Афанасьевского сельсовета Измалковского района Липецкой области России.

## Название
В одном из краеведческих изданий дореволюционного периода об этом селе говорится: «По сказаниям старожилов и церковной летописи, название своё село получило от его основателя, неизвестного по имени купца-татарина (Аслам — татар. — купец). Если это свидетельство справедливо, то первое заселение местности Аслалово нужно относить к татарскому периоду, именно к XV или к началу XVI столетия. В пользу такого соображения говорит отчасти и другое предание, что около села в былое время пролегала какая-то большая татарская дорога. И в настоящее время ещё указывают на один довольно заметный курган, насыпанный будто бы татарами».

## История
Из документальных источников известно, чти это село уже было в 1620 г., имело тогда Покровскую церковь и входило в Воргольский стан.

## Храм Покрова Пресвятой Богородицы
В начале 1865 года священник Покровского храма Константин Некрасов был переведён в храм Рождества Христова села Быки Севского уезда. Его место заняла дочь священника Георгиевского храма села Большое Кричино Дмитровского уезда Павла Орлова — Екатерина.

## Население
| 2010 |
| ---- |
| 86   |